# 岡本薫 (作家)
岡本 薫（おかもと かおる、1905年10月9日 - 1987年1月9日）は、日本の作家、教育者。
大分県臼杵生まれ。松山高等学校卒、1929年東京帝国大学文学部独文科卒。1932年横浜市役所社会課勤務。1938年浦賀造船所勤務。39-41年陸軍中尉として応召。敗戦により浦賀造船を退社、文筆家となる。1964年光明学園理事。75年理事長。19歳のころから山崎弁栄の「光明主義」に帰依していた。

## 著書
- 『新諸国滑稽風土記』妙義出版 スマイル・ブックス 1955
- 『女性滑稽風俗誌 職場娘の秘話』妙義出版 スマイル・ブックス 1956
- 『女難剣豪伝』妙義出版 1956
- 『風流花嫁物語』文芸評論社 スワン文庫 1956
- 『風流婦人科物語』文芸評論社 スワン文庫 1956
- 『風流兵隊物語』文芸評論社 スワン文庫 1956
- 『風流諸国炬燵話』文芸評論社 スワン文庫 1957
- 『街医者と女患者』八曜書房 1957
- 『処女を賭けた進水式 風流船員物語』久保書店 1959
- 『いろ極楽 続・アノ道おしえます』あまとりあ社 1961
- 『風流はだか痴理風俗』あまとりあ社 1963
- 『鶏卵の宝塔 聖らかな大商人・諏訪末雄伝』鏡浦書房 現代人物伝 1964
- 『光明教育をめざして』大矢進一,村石昭編 光明学園 2003